# 松平頼恕
松平 頼恕（まつだいら よりひろ）は、江戸時代後期の大名。讃岐高松藩第9代藩主。官位は正四位下・左近衛権中将、讃岐守。

## 生涯
常陸国水戸藩第7代藩主・徳川治紀の次男として誕生した。母は中山慶次郎の娘・八重崎。幼名は熊次郎、昶之助。初名は紀経。文化12年（1815年）に高松藩主・松平頼儀の婿養子となり、頼恕に改名する。文政4年（1821年）、養父の隠居に伴い家督を相続する。在職は22年。家老・木村通明（亘、黙老）を通じて、藩財政の節制や改革を行った。東讃出身の久米通賢を登用し、悪化していた藩の財政を立て直すため坂出の東大浜・西大浜で国内最大級の塩田を開発した。また砂糖作りの奨励も行い、取引を円滑化するため砂糖為替法を定めた。学問面では、水戸学の影響を受けて、『一代要記』の後を継ぐものとして『歴朝要紀』を編纂させ、朝廷に献じている。
天保13年（1842年）に45歳で没し、養嗣子で頼儀の実子の頼胤が跡を継いだ。同じく水戸藩から養子入りした2代頼常にならって、霊芝寺に儒式墓で葬られた。

## 系譜
- 父：徳川治紀（1773-1816）
- 母：八重崎 - 中山慶次郎の娘
- 養父：松平頼儀（1775-1829）
- 正室：倫姫 - 松平頼儀の娘
  - 長男：松平頼煕（1826年 - 1846年） - 松平頼胤の養子
- 側室：野宣勝成の娘 - 野萱とも
  - 次男：松平武揚（1827年 - 1842年） - 松平斉厚の養子
- 側室：八重野 - 正林院、浅田氏
  - 三男：松平勝成（1832年 - 1912年） - 松平勝善の養子。明治維新後、久松姓に改姓。
  - 四男：松平頼聰（1834年 - 1903年）
- 生母不明の子女
  - 五男：大久保忠礼（1842年 - 1897年） - 大久保忠愨の養子
  - 女子：光安姫 - 亀井茲監正室
  - 女子：晴姫 - 真晴院、真田幸教正室
  - 女子：郁姫 - 上杉斉憲継室
- 養子
  - 男子：松平頼胤（1811年 - 1877年） - 松平頼儀の次男

高祖父の水戸藩第4代藩主・徳川宗堯は高松藩第3代藩主・松平頼豊の長男にあたり、高松藩初代・松平頼重の血を引いている。高松松平家は、5代頼恭を守山松平家（頼重の弟・頼元の血統）から養子として迎えており、6代頼真・7代頼起、8代頼儀と、頼重の男系子孫でない藩主が続いた。頼恕の養子入りは、代を重ねて血縁関係が遠くなった水戸徳川家本家と高松松平家の関係を再び近づけただけでなく、高松松平家が頼重の血筋に戻る結果にもなった。頼恕の跡は頼儀の実子の頼胤が継いだ。さらにその跡は、頼恕の実子のうち正室の倫姫（頼儀の娘）が生んだ頼煕が継ぐ予定であったが早世し、側室が生んだ頼聰が継いだ。頼聰の跡を継ぐ予定であった頼胤の六男・頼温は廃嫡、またその兄弟は夭折または他家に養子に出るなどした。そのため、以降は頼聰の子孫が高松家当主として続いており、家祖・頼重の男系で現在に至っている。